# 山崎樹範
山崎 樹範（やまざき しげのり、1974年2月26日 - ）は、日本の俳優、声優、タレント。愛称は「やましげ（校長）」「ほのぼの」「ザキヤマ」「しげめろ」。
東京都足立区出身。
妻は女優の吉井怜。

## 略歴
東京都立青井高等学校、獨協大学法学部卒業。劇団カムカムミニキーナ所属、事務所はキューブ、藤賀事務所を経て、2012年4月よりトルチュに所属。
獨協大学演劇研究会を経て、1995年から劇団カムカムミニキーナに参加。劇団の先輩でもある八嶋智人とは20歳のころからの付き合いで、彼がいなかったら現在の自分は無いと思うと発言している。その八嶋の山崎評は「入団当初からなんでも上手くこなすが小器用なところがあった」というものであり「本人のためを思い必要以上に厳しく指導していた」と語っている。山崎本人も「よく怒られていたので、目立たないように隅っこの方にいた」と話している。
初めてお金をもらった仕事は1996年テレビアニメ『るろうに剣心』の斬られ役、ドラマデビューの作品は1997年『白線流しスペシャル 〜19の春』の劇団員役だった。
役者を始めてからしばらく全く売れず、26歳のときに大学の先輩とお笑いコンビを組み、ラ・ママのネタ見せに参加していたこともあった。本人曰く、29歳頃から役者1本で飯を食えるようになったという。
明石家さんま主演舞台『七人ぐらいの兵士』のアンダースタディー（稽古代役）のアルバイトをきっかけにキューブのマネジメントを受けるようになる。
八嶋智人の結婚二次会での司会のグダグダぶりが、たまたま居合わせたドラマプロデューサーの目にとまり、ドラマ『天体観測』の出演が決まる。そのオーディション合格の連絡を中目黒ウッディーシアターで受けて、トイレで号泣したとのこと。連続ドラマのレギュラー出演はこの作品が初めてであった。
私生活では、2005年の『着信アリ』（テレビ朝日系）などでの共演を通じて10年以上前に知り合い、2015年春に共通の友人の紹介で再会し連絡先を交換して交際へと発展した女優の吉井怜と、1年間の交際期間を経て2016年11月11日に婚姻届を提出し結婚。同日に自身のブログで発表した。プロポーズの言葉は「結婚しちゃう?」だった。

## 人物
- 40歳を過ぎても居酒屋などで年齢確認を求められてしまうほどの童顔であり[11]、周囲からはよく「浪人生みたいだね」と言われることもあるという（実際に山崎自身、大学入学前に1度浪人経験がある）[12]。他に身体的特徴として「目の細さ」を挙げており、本人曰く遠くを見て目を細める芝居をすると、目を瞑っているようにしか見えなかったりするとのこと[13]。
- 自身のエッセイ本では（自身の）存在感や華のなさも自虐的に取り上げており、「ずっとロケバスの中にいるのに何度もバスの中を見渡していたスタッフに気づかれなかった」「ドラマの撮影中、カメラの前にずっと立っていたのにもかかわらずスタッフから気づかれなかった（なお、この時山崎は警察官の格好をしていた）」などといったエピソードが存在する[14]。
- 上記の顔立ちとは裏腹に酒や煙草[15][16]、また競艇や競馬などといったギャンブルを好む一面を持つ[17][18]。
- 「ハードカバーは基本買わない」「好きな作家さんの本でも文庫になるまで待つ」と公言するほどの文庫本派である[19]。
- ドラマ『北の国から』を観て以来、吉岡秀隆を尊敬しており、ドラマ『Dr.コトー診療所』にて、吉岡が主人公の五島健助役、山崎が五島の後輩の研修医（後に医師）の三上新一役で共演しており、ロケ先で吉岡と飲みに行った際に、吉岡から「三上先生の役は山崎君で本当によかった」と言われ大感激した[20]。
- 役者業のみならず、バラエティ、ラジオ、アニメなどと多岐にわたって活動している。2000年代後半ごろからは、主にテレビ出演で活動の場を広げているため、所属劇団「カムカムミニキーナ」の出演を休んでいる。劇団を離れての活動を武者修行と言っており、いつかは帰ってまたみんなで芝居をすると発言している[21]。

バラエティ
- 『タモリ倶楽部』（テレビ朝日系列）によく出演する。なお同番組の初出演は2005年9月30日放送の『あなたの姓名の一番正しい伝え方教えます！』の回で、「山崎樹範」という姓名は確実に名前負けをすると診断された。また、バラエティー番組がまだよくわかっていない時にタモリから「そんなに頑張らなくて良いよ」とアドバイスされ、すごく楽になれたと語っている[22]。また、2012年から2021年NHK BSプレミアムの『ワンワンパッコロ!キャラともワールド』において、MCを担当していた。

ラジオ
- 自身のラジオ番組『SCHOOL OF LOCK!』で、やましげ校長としてメインパーソナリティーを務めていた。そのため、『SCHOOL OF LOCK!』のリスナーからはやましげ、校長、やましげ校長と呼ばれている。また自分でラジオ番組を聞くことも好きであり、『爆笑問題カーボーイ』（TBSラジオ）にネタを投稿し採用された経験を持つ。山崎自身も爆笑問題カーボーイに出演することがあるが、爆笑問題カーボーイは火曜の夜に収録のため、『SCHOOL OF LOCK!』とバッティングする関係で、出演は生放送の時に限られていた。
- その『爆笑問題カーボーイ』のパーソナリティである爆笑問題の田中裕二とはドラマ『MR.BRAIN』で共演しており、現在でもメル友である。相方の太田光は番組内でこの二人を「ウーチャカ軍団」（ウーチャカとは田中の愛称）と形容することが多い。

## 出演

### テレビドラマ
- 白線流し 19の春（1997年8月8日、フジテレビ）
- Shin-D → D-TODAY（日本テレビ）
  - 平成夫婦茶碗外伝 「成田家の人々」（2000年11月1日 - 29日）
  - 獅子女 第1話・第2話（2001年4月30日・5月7日）
  - Ready Made 第1話・第2話（2001年9月3日・24日）
  - 恋愛裁判 最終話（2001年11月30日）
- 土曜ドラマ（日本テレビ）
  - 向井荒太の動物日記 〜愛犬ロシナンテの災難〜 最終話（2001年3月17日）
  - すいか 第3話（2003年7月26日） - 木山也寸志 役
  - 愛情イッポン!（2004年7月10日 - 9月18日） - 山形修一 役
  - マイ☆ボス マイ☆ヒーロー 第3話（2006年7月22日） - 山崎のぶお 役
- ココだけの話 第10話 「別ればなし」（2001年3月17日、テレビ朝日）
- 木曜劇場（フジテレビ）
  - スタアの恋 第9話（2001年12月6日）
  - 人間の証明（2004年7月8日 - 9月9日） - 富永雅彦 役
  - ラスト・フレンズ（2008年4月10日 - 6月19日） - 小倉友彦 役
    - ラスト・フレンズ 特別編（2008年6月26日）

  - 不毛地帯（2009年10月15日 - 2010年3月11日） - 八束功 役
  - 蜜の味〜A Taste Of Honey〜（2011年10月13日 - 12月22日） - 細川裕司 役
  - silent（2022年10月6日 - 12月22日）  - 古賀良彦 役[23]
- ナンバーワン（2001年12月27日、TBS）
- 天体観測（2002年7月2日 - 9月17日、関西テレビ） - 長谷川健太 役
- 金曜ドラマ（TBS）
  - ママの遺伝子（2002年10月11日 - 12月13日） - 太田 役
  - 美男ですね（2011年7月15日 - 9月23日） - 橋本 役
- Dr.コトー診療所（フジテレビ） - 三上新一 役
  - 第1期 第10話・最終話（2003年9月4日・11日）
  - 特別編（2004年1月9 - 10日）
  - 第2期 第10話・最終話（2006年12月14日・21日）
- 金曜ナイトドラマ（テレビ朝日）
  - 独身3!!（2003年10月10日 - 12月19日） - 主演・高津戸健一郎 役
  - 着信アリ 第3話（2005年10月28日） - 三井 役
  - 未来遊園地 〜幽霊少女と観覧車〜（2007年9月28日） - 石塚 役
    - 未来遊園地II 〜馬泥棒とメリーゴーラウンド〜（2008年3月28日）

  - マイガール（2009年10月9日 - 12月11日） - 瀬山高志 役
- ドゥニチラヴ 第10話（2003年12月14日、テレビ東京） - 主演・則義 役
- 土曜ワイド劇場（テレビ朝日）
  - 科学捜査研究所・文書鑑定の女[注 1]（2002年2月4日・2004年2月7日・2006年2月25日） - 港幸治郎 役
  - 松本清張の証言（2004年3月27日） - 杉山孝三 役
  - 交渉人（2005年3月26日） - 小出陽一 役
  - 女変装捜査官2（2005年5月14日） - 樋口功 役
  - おとり捜査官・北見志穂10（2006年5月6日） - 吉村雪彦 役
  - 西村京太郎トラベルミステリー46（2006年7月1日） - 中山弘史 役
  - 火災調査官 紅蓮次郎7（2007年1月13日） - 大崎誠 役
  - 100の資格を持つ女〜ふたりのバツイチ殺人捜査〜（2008年3月29日 -2017年3月4日、朝日放送） - 関根恒夫 役
- 異議あり! 女弁護士大岡法江 第6話（2004年2月19日、テレビ朝日） - 額田輝明 役
- ほんとにあった怖い話 恐怖幽便 「幽霊アパート」（2004年3月20日、フジテレビ） - 主演・矢崎修一 役
- 東京ワンダーホテル（2004年4月10日、日本テレビ）
- 劇団演技者。「アンラッキー・デイズ～ナツメの妄想～」（2004年4月14日 - 5月12日、フジテレビ） - ナリタ 役
- ディビジョン1 ステージ2「RUNNER'S HIGH」 第3話（2004年5月24日、フジテレビ）
- 水曜プレミア（TBS）
  - 四谷くんと大塚くん 「天才少年探偵登場の巻」（2004年7月21日） - 暴力団員C 役
  - 日本のこわい夜「すきま」（2004年9月22日） - 清水 役
- めだか（2004年10月5日 - 12月14日、フジテレビ） - 小山田修 役
- ココリコミラクルタイプ こんな女は嫌われるドラマスペシャル「したがる女」 （2005年1月5日、フジテレビ）
- ヤンエグ（2005年1月31日 - 2月4日、テレビ朝日） - 田中英雄 役
- 金曜エンタテイメント（フジテレビ）
  - こちらお客様相談室 クレーム1 「だんご殺人事件」（2005年2月4日） - 唐沢舵男 役
  - 特別企画 ずっと逢いたかった。（2005年9月30日） - 村川幸樹 役
- プロポーズ 世界で一番しあわせな言葉 エピソード3 「婿入りの日」（2005年6月29日、日本テレビ）
- 電車男（2005年7月7日 - 9月22日、フジテレビ） - 浅野真平 役
  - 電車男 もう一つの最終回スペシャル 電車男VSギター男（2005年10月6日）
  - 電車男DX 〜最後の聖戦〜（2006年9月23日）
- こちら本池上署 第5シリーズ 第7話（2005年7月25日、TBS） - 田村茂樹 役
- 飛鳥へ、そしてまだ見ぬ子へ（2005年10月10日、フジテレビ） - 作田医師 役
- 名探偵赤冨士鷹（2005年12月29日 - 30日、NHK総合） - 榎本修三 役
- 新選組!! 土方歳三 最期の一日（2006年1月3日、NHK総合） - 蟻通勘吾 役
- ドラマ24（テレビ東京）
  - 2ndハウス（2006年1月13日 - 3月31日） - 片山良三 役
  - 孤独のグルメ Season6 第3話（2017年4月22日） - 工藤 役
- ウーマンズ・アイランド〜彼女たちの選択〜（2006年2月24日、日本テレビ） - 篠田庸介 役
- 翼の折れた天使たち 第二夜 「ライブチャット」（2006年2月28日、フジテレビ） - ヨコハマ 役
- 木曜ドラマ（テレビ朝日）
  - 下北サンデーズ 最終話（2006年9月7日）
  - エンゼルバンク 転職代理人 第6話（2010年2月25日） - 森田武雄 役
  - はじめまして、愛しています。（2016年7月14日 - 9月15日） - 警察官 吉井 役
  - 緊急取調室 3rd SEASON 第5話 (2019年5月9日)  - 山下翔太 役[24]
  - 七人の秘書 第1話（2020年10月22日） - 守谷正 役
- 青春★ENERGY（フジテレビ）
  - もうひとつのシュガー&スパイス 「片思いの彼編」（2006年9月20日） - やましげ校長 役
  - 結婚披露宴〜人生最悪の3時間〜 第5話（2007年2月7日） - 大友潤 役
- Ns'あおい スペシャル 桜川病院最悪の日（2006年9月26日、フジテレビ） - 皐月幸助 役
- 世にも奇妙な物語（フジテレビ）
  - 世にも奇妙な物語 2006年 秋の特別編 「昨日公園」（2006年10月2日） - 鈴木睦男 役
  - 世にも奇妙な物語 2008年 秋の特別編 「どつきどつかれて生きるのさ」（2008年9月23日） - 西本康男 役
- プロポーズ大作戦（2007年4月16日 - 6月25日、フジテレビ） - 御法川潤蔵 役
- 生きる（2007年9月9日、テレビ朝日）
- The Spiders From Mars And Glamorous Angel火星から来た蜘蛛の群れとグラマラスエンジェル（2007年9月29日、フジテレビ） - 主演・佐伯祐司 役
- ドラマW / 連続ドラマW（WOWOW）
  - 扉は閉ざされたまま（2008年3月29日） - 新山和宏 役
  - 遠い日のゆくえ（2011年3月13日） - 竜崎拳太 役
  - 盗まれた顔 〜ミアタリ捜査班〜（2019年1月5日 - 2月2日） - 塚本孝治 役
  - ゲームの名は誘拐（2024年6月9日 - 30日） - 中村 役[25]
- 星新一 ショートショート（NHK総合）
  - 「運命」（2008年6月23日）
  - 「夜の迷路」（2008年9月8日） - 主演
- いじわるばあさん1 第3話（2009年1月9日、フジテレビ）
- ヴォイス〜命なき者の声〜（2009年1月12日 - 3月23日、フジテレビ） - 大和田敏 役
- 疑惑（2009年1月24日、テレビ朝日）
- キイナ〜不可能犯罪捜査官〜 第3話（2009年2月4日、日本テレビ） - 渋沢圭吾 役
- 超人ウタダ 第5話 - 第8話 （2009年2月27日 - 3月20日、WOWOW） - 木島圭助 役
- 黒部の太陽（2009年3月21日 - 22日、フジテレビ） - 安達直樹 役
- 探偵Xからの挑戦状 Season1 「赤目荘の惨劇」（2009年4月1日 - 4月8日、NHK総合） - 香月幸司 役
- ショコラ4 「元カレに結婚式でヒミツの復讐」（2009年4月1日、日本テレビ）
- ホームレス中学生2（2009年4月12日、フジテレビ） - 清水健次 役
- MR.BRAIN（2009年5月23日 - 7月11日、TBS） - 大内浩一 役
- 子育てプレイ& MORE（2009年7月8日 - 9月30日、毎日放送） - 北村一平 役
- コールセンターの恋人 第5話（2009年8月7日、朝日放送・テレビ朝日） - 木下順平 役
- 恋うたドラマスペシャル 第2夜　絢香「三日月」 × 谷村美月（2009年9月30日、TBS） - 近藤浩二 役
- 東京DOGS 第2話・第4話 - 第7話（2009年10月26日・11月9日 - 30日、フジテレビ） - 茂山剛 役
- 経済ドキュメンタリードラマ ルビコンの決断（2009年12月3日、テレビ東京） - 木村秋則 役[26]
- ドラマ10芸能社 第7シリーズ 「四十九日のレシピ 編」 第39話 - 第42話（2010年2月16日 - 3月9日、NHKワンセグ2） - 草野幸雄 役
- 土曜ドラマ（NHK総合）
  - 君たちに明日はない 第5話（2010年2月20日） - 緒方紀夫 役
  - 七つの会議 第1話（2013年7月13日） - 新田雄介 役
  - スニッファー 嗅覚捜査官 第5話（2016年11月19日） - 大澤マネージャー 役
- 日曜劇場（TBS）
  - 特上カバチ!! 第8話（2010年3月7日） - 村田貴志 役
  - 冬のサクラ（2011年1月16日 - 3月20日） - 中里次郎 役
  - サマーレスキュー〜天空の診療所〜（2012年7月8日 - 9月23日） - 井上幸治 役
- ピラメキーノ「ざっくり戦士ピラメキッド」（2010年4月 - 12月、テレビ東京） - 黒影一郎 / 白黒怪人ネクラー（声）
- 東京リトル・ラブ（2010年4月26日 - 9月23日、フジテレビ） - 茂山政孝 役
- 離婚シンドローム 妻に今すぐ出て行ってと言われたら（2010年6月30日、日本テレビ） - 永井 役
- 球形の荒野 前編（2010年11月26日、フジテレビ） - 伊東常夫 役
- 続 遠野物語（2010年12月21日、NHK盛岡） - 川上洋児 役[27]
- 屋上のあるアパート[注 2]（2011年3月21日、TBS） - 角田浩一 役
- 木曜ミステリーシアター（読売テレビ・日本テレビ系列）
  - 四つ葉神社ウラ稼業 失恋保険 告らせ屋 最終話（2011年6月30日） - 鈴永尊 役
  - お助け屋☆陣八 第4話（2013年1月31日） - 飯島登 役
- 故郷 〜娘の旅立ち〜（2011年7月5日、フジテレビ） - 章造 役
- 未解決事件 file.01「グリコ・森永事件」（2011年7月29 - 30日、NHK総合） - 幸良雄史 役
- ドラマ10（NHK総合）
  - ラストマネー -愛の値段- 第4話 - 最終話（2011年10月4日 - 25日） - 奥居幸治 役
  - デザイナーベイビー - 速水刑事、産休前の難事件 -（2015年9月22日 - 11月10日） - 下地浩介 役
  - しもべえ 第7話・最終話（2022年3月25日）- 尾形善人 役
    - プレミアムドラマ しもべえ 特別版 第7話・最終話（2022年11月6日・13日、NHK BSプレミアム・BS4K）
- 鈴子の恋 ミヤコ蝶々女の一代記 第24話 - 最終話（2012年2月7日 - 3月30日、東海テレビ） - 南都雄二 役
- 名古屋行き最終列車 3番ホーム「〜23時20分 新鵜沼発〜」（2012年12月19日、名古屋テレビ） - 主演・西本貴之 役
  - 名古屋行き最終列車 第3話（2014年1月29日） - 主演・西本貴之 役
- 超絶☆絶叫ランド（2013年7月17日 - 9月25日、CBC） - 栗原仁 役
- よその歌 わたしの唄（2013年7月19日、フジテレビ） - 岡崎恒人 役[28]
- 月曜ゴールデン（TBS）
  - 縁側刑事（2013年9月2日） - 水原章一 役
    - 縁側刑事・弐～銃の重さ～（2015年4月27日）

  - 銭の捜査官 西カネ子（2016年2月15日） - 岡崎達也 役
  - 検察事務官 黒ユリ（2016年2月22日） - 山際睦郎 役
- 千葉発地域ドラマ 菜の花ラインに乗りかえて（2013年10月9日、NHK千葉） - 桂木浩介 役[29]
- 各務原よ 大使を抱け!（2013年11月2日、名古屋テレビ） - アルマゲドン加藤 役
- 天下無双 皇室の宝（2014年1月1日 - 2日、NHK BSプレミアム） - 池田浩一 役[30]
- 30分だけの愛（2014年1月2日、読売テレビ） - 熊谷亨 役
- 水曜ミステリー9（テレビ東京）
  - 温泉女将ふたりの事件簿2（2013年1月30日） - 湯村孝 役
  - 監察医・篠宮葉月 死体は語る14（2014年1月8日） - 春日太一 役
  - 黒星警部の密室捜査（2015年6月17日） - 竹内正浩 役
- 相棒（テレビ朝日）
  - season12 第16話「聞きすぎた男」（2014年2月19日） - 小曽根直哉 役
  - season18 - 桝本修一 役
    - 第8話「檻の中〜陰謀」（2019年12月4日）
    - 第9話「檻の中〜告発」（2019年12月11日）
- BS時代劇（NHK BSプレミアム・BS4K）
  - 神谷玄次郎捕物控（2014年4月4日 - 5月2日） - 鳥飼道之丞 役
    - 神谷玄次郎捕物控2（2015年4月3日 - 5月22日）

  - 善人長屋（2022年7月8日- 8月26日） - 庄治 役[31][32]
- なるようになるさ。シーズン2 第5話・第9話（2014年5月20日・6月17日、TBS） - 浦部 役
- 木曜ドラマ（読売テレビ・日本テレビ系列）
  - 獣医さん、事件ですよ 第3話（2014年7月17日） - 谷本勉三 役
  - 遺産相続弁護士 柿崎真一 第9話（2016年9月8日） - 野比康介 役
- 新・刑事吉永誠一 season2 第2話・第3話（2014年10月24日・31日） - 坂城公太 役
- ママとパパが生きる理由。（2014年11月20日 - 12月18日、TBS） - 三輪進 役
- 山本周五郎人情時代劇 第12話「めおと蝶」（2016年3月8日、BSジャパン） - 上村良平 役
- 桜坂近辺物語 第3夜「近辺3」（2016年3月9日、フジテレビ） - 黒田 役[33][34]
- 素敵な選TAXIスペシャル〜湯けむり連続選択肢〜（2016年4月5日、関西テレビ） - 甲島光雄 役[35]
- ラヴソング 第9話（2016年6月6日、フジテレビ） - 牛丼屋店員 はしもと 役
- HOPE〜期待ゼロの新入社員〜 第4話（2016年8月7日、フジテレビ） - 大平竜也 役
- 潜入捜査アイドル・刑事ダンス 第4話（2016年10月29日、テレビ東京） - 町田きょうすけ 役
- しあわせの記憶（2017年1月8日、毎日放送） - 佐藤友義 役
- さすらい署長 風間昭平13「ほくと函館湾殺人事件」（2017年5月3日、テレビ東京） - 河野靖 役
- 法医学教室の事件ファイル43（2017年6月29日、テレビ朝日） - 滝沢登 役
- トットちゃん!（2017年10月2日 - 12月22日、テレビ朝日） - 渥美清 役
- オトナの土ドラ → 土ドラ（東海テレビ・フジテレビ系）
  - 限界団地（2018年6月2日 - 7月28日） - 金田哲平 役
  - その女、ジルバ（2021年1月9日 - 3月13日） - 前園真琴 役
  - バントマン 第10話（2024年12月14日） - 相島幸平 役[36]
- 連続テレビ小説 半分、青い。（2018年、NHK総合） - 南村徹司 役
- トレース〜科捜研の男〜（2019年1月7日 - 3月18日、フジテレビ） - 相楽一臣 役[37]
- 警視庁・捜査一課長 スペシャル3（2019年4月21日、テレビ朝日） - 千葉康風 役
- 遊戯みたいにいかない。 第4話・第5話 (2019年5月9日・16日、日本テレビ） - 富美樫義男 役[38][39]
- シロでもクロでもない世界で、パンダは笑う。（2020年1月12日 - 3月15日、読売テレビ「日曜ドラマ」） - 門田明宏 役[40]
- 月曜プレミア8（テレビ東京）
  - ドンナビアンカ〜刑事 魚住久江〜（2020年10月5日） - 村瀬邦之 役
  - 病院の治しかた スペシャル（2021年7月26日） - 砂岡武雄 役
  - 今野敏サスペンス 機捜235III（2022年5月16日） - 真壁智彦 役[41]
- BARレモン・ハート 年末スペシャル2020（2020年12月29日、BSフジ） - サプライズ作波 役
- あなた犯人じゃありません（2021年1月8日 - 3月5日、テレビ東京） - 五島ケイジ 役[42]
- ポリス×戦士 ラブパトリーナ! 第25話（2021年1月17日、テレビ東京） - 七色リク 役
- 裕さんの女房（2021年4月17日、NHK BSプレミアム） - 岡村プロデューサー 役
- お耳に合いましたら。 第9話（2021年9月10日、テレビ東京） - シェフ・竹森 役
- じゃない方の彼女（2021年10月11日 - 12月27日、テレビ東京） - 片桐 役
- 水ドラ25（テレビ東京）
  - JKからやり直すシルバープラン（2021年11月11日 - 12月29日） - 原田衛 役
  - カプカプ 第4話（2024年12月19日） - 伊集院 役[43]
- お花のセンセイ 第2弾（2021年12月23日、テレビ朝日） - 萬屋吉康 役[44]
- 仮面ライダーギーツ 第17話 - 第34話（2023年1月8日 - 5月7日、テレビ朝日）  - チラミ / 仮面ライダーグレア2 役[45]
- 君が、おにぎり好きだから。（2023年3月4日 - 25日、中京テレビ） - 主演・白田聡志 役 [46]
- 合理的にあり得ない〜探偵・上水流涼子の解明〜 第7話（2023年5月29日、関西テレビ・フジテレビ） - 石原啓士 役[47]
- ノッキンオン・ロックドドア 第1話（2023年7月29日、テレビ朝日） - 寺本健二 役[48]
- 院内警察 第4話・第5話（2024年2月2日・9日、フジテレビ） - 高木学 役
- アクターズ・ショート・フィルム4「ハルモニア」（2024年3月8日、WOWOW）[49]
- 海のはじまり 第4話・第8話・最終話（2024年7月22日・8月19日・9月28日、フジテレビ） - 新田良彦 役[50]
- D&D〜医者と刑事の捜査線〜 最終話（2024年11月29日、テレビ東京） - 赤城信也 役[51]
- 1995〜地下鉄サリン事件30年 救命現場の声〜（2025年3月21日、フジテレビ） - 武田信幸 役[52]
- ジョフウ 〜女性に××××って必要ですか?〜（2025年4月2日 - 、テレビ東京） - 柳楽 役[53]
- PJ 〜航空救難団〜 第1話（2025年4月24日、テレビ朝日） - 津島明紀 役
- 失踪人捜索班 消えた真実 第4話・第5話（2025年5月2日・9日、テレビ東京） - 一ノ瀬徹 役[54]
- 能面検事 第6話（2025年8月15日、テレビ東京） - 帯津英介 役[55]

### WEBドラマ
- いつもキモチにスイッチを「カムカムミニキーナ」（2007年6月19日、オロナミンCウェブサイト）[56]
- 3枚目のボディガード 〜ボクはキミだけを守りぬく〜（2011年6月1日配信（全13話前編・後編）、BeeTV） - 両国 役
- オシャレに恋したシンデレラ〜おかりえが夢を叶えるまで〜（2011年10月1日配信（全14話）、BeeTV）- 伊藤元繁 役
- ラブコレ2 東京Love Collection（2006年11月3日 - 12月22日、GyaO） - 小室 役
- 憑きそい（2023年7月28日配信、FOD） - 山川ジュン 役[57]
- 東京彼女 1月号（2024年1月8日 - 、YouTube） - カワノ 役[58]

### 映画
- 恋愛寫眞 Collage of Our Life（2003年6月14日、松竹） - 白浜 役
- 感染（2004年10月2日、東宝） - 平田俊一 役
- 死霊波（2005年2月5日、日本出版販売 / バイオタイド） - 谷口直人 役
- オペレッタ狸御殿（2005年5月28日、日本ヘラルド映画 / 松竹） - 奴狸頭 役
- 容疑者 室井慎次（2005年8月27日、東宝） - 神村誠一郎 役
- トリック劇場版2（2006年6月10日、東宝）- 途中でいなくなった村人 役
- 東京フレンズ The Movie（2006年8月12日、松竹） - 金子 役
- カクトウ便 Vol.2 VS 謎の恐怖集団人肉宴会（2008年3月29日、クレイ） - 西崎健一郎 役
- GSワンダーランド（2008年11月15日、日活） - 大西芳夫 役
- 20世紀少年 第2章 最後の希望（2009年1月31日、東宝） - 仲畑医師 役
- めおん 「ランプウェイの向こうに」（2009年11月23日・25日・28日、BOBOS）[59]
- 星守る犬（2011年6月11日、東宝）
- 医す者として（2011年12月17日、グループ現代） - 語り
- バカリズム THE MOVIE 「魔スノが来たりて口笛を吹く」（2012年5月26日、ソニー・ミュージックエンタテインメント）[60]
- グラッフリーター刀牙（2012年7月14日、太秦） - 末堂 役
- 忘れないと誓ったぼくがいた（2015年3月28日、日活）- 八重門悠水 役
- 龍三と七人の子分たち（2015年4月25日、『龍三と七人の子分たち』制作委員会） - 田村 役
- 幸福のアリバイ〜Picture〜（2016年11月18日、東映）- 山川航大 役
- 隙間男 (Stalking Vampire) Movie（2018年12月12日、YouTubeOriginal　監督：大塚竜也） - トモヒロ 役
- MIRRORLIAR FILMS Season2『巫.KANNAGI』（2022年2月18日、イオンエンターテイメント）[61]

### テレビ番組

#### バラエティ
- タモリ倶楽部（テレビ朝日）
- ブログの女王（テレビ東京）
- うふふのぷ（関西テレビ）
- 今夜はえみぃ〜GO!!（毎日放送、セミレギュラー）
- 出没!アド街ック天国（テレビ東京）
- クラシックミステリー 名曲探偵アマデウス（NHK総合）
- みんなでニホンGO!（NHK総合）
- お客様は王様かよっ!?（フジテレビ、クレームVTR再現）
- カイコンダ〜芸能人お買い物ドキュメント〜（フジテレビ）
- 戦国鍋TV 〜なんとなく歴史が学べる映像〜 (tvk他、2010年4月 - 2011年9月）
- 1年1組 平成教育学院（フジテレビ、準レギュラー）
- 世紀のワイドショー!ザ・今夜はヒストリー（TBS）
- ウルトラゾーン（tvk他、2011年10月 - 2012年3月）
- カナガワニエン（神奈川テレビ） - MC
- JOYnt!（群馬テレビ）
- ワンワンパッコロ!キャラともワールド（NHK BSプレミアム、2012年2月26日、2012年4月8日 - 2021年3月21日） - MC、いやし山ほのぼの 役
- 酒とつまみと男と女（BSジャパン、2014年4月8日 - 2015年3月24日） - 進行役
- くりぃむクイズ ミラクル9（テレビ朝日） - 不定期出演

#### ドキュメンタリー
- リアル×ワールド（日本テレビ）
  - 729日〜TVディレクターが見つめた東日本大震災（2013年3月9日） - ナレーション

#### その他の番組
- 猫のしっぽ カエルの手「京都 大原 ベニシアの手づくり暮らし」（2011年 - 2013年2月、NHK BSプレミアム、2013年度からEテレで再放送されているが2016年度は数本の新作が製作放映された） - ナレーション
- 今夜解明!ミイラが暴く世界三大ミステリーツアー（2010年10月15日、テレビ東京） - リポーター
- NHKスペシャル「職場を襲う“新型うつ”」（2012年4月29日、NHK総合） - ドラマ編出演
- ETV特集「激変する西之島〜太古の地球に出会う旅〜」（2021年5月1日、Eテレ） - ナレーション[62]

### 舞台
- サムシング・スイート（2007年6月17日 - 7月3日 PARCO劇場 ほか）森圭介 役
- 真夜中のパーティー（2010年7月4日 - 7月19日 PARCO劇場）アラン 役
- 大江戸鍋祭〜あんまりはしゃぎすぎると討たれちゃうよ〜（2011年12月 明治座 ほか） - 町医者 役（Wキャスト） [63]
- 朗読劇『緋色の研究』（2012年10月 銀河劇場） - ホームズ 役
- 鈴木おさむ劇場 第一回公演『美幸』－MIYUKI－（2012年10月26日 - 28日 中目黒ウッディーシアター） - 主演
  - 鈴木おさむ劇場 第一回公演 再演『美幸』-MIYUKI-（2013年9月27日 - 29日 恵比寿エコー劇場） - 主演
- マティーニ! 〜ただ今、撮影5時間押し〜（2013年2月6日 - 11日 シアター1010） - 主演・岡本治 役
- テレビのなみだ（2013年3月26日 - 31日 東京グローブ座）
- マルガリータ〜戦国の天使たち〜（2014年9月27日-10月5日、EX THEATER ROPPONGI）
- 〜崩壊シリーズ〜『九条丸家の殺人事件』（2016年4月8日 - 24日 俳優座劇場 ほか） - 主演・栗栖健司 役
  - 〜崩壊シリーズ〜『リメンバーミー』（2017年4月13日 - 30日 俳優座劇場 ほか） - 主演・栗栖健司 役
- 舞台 漫画みたいにいかない。 (2018年4月5日 - 7日、かつしかシンフォニーヒルズ モーツァルトホール) - 富美樫義男 役[64]
- カレフォン（2018年10月4日 - 11月13日 オルタナティブシアター ほか） - 玉木健一 役
- 桃山ビート・トライブ～再び、傾かん～（2019年6月 - 7月、EX THEATER ROPPONGI/京都劇場） - 林又一郎成 役[65]
- モダンボーイズ（2021年4月3日 - 4月16日、東京・新国立劇場 中劇場） - 菊谷栄 役[66]
- 朗読劇『したいとか、したくないとかの話じゃない』（2023年4月22日 - 23日、俳優座劇場） - 孝志 役[67]
- 音楽劇　精霊の守り人（2023年7月29日 - 10月1日、日生劇場 ほか）タンダ 役
- 朗読劇『461個の弁当は、親父と息子の男の約束。』（2024年3月9日 - 17日、博品館劇場） - 主演・渡辺俊美 役[68]
  - 朗読劇『461個の弁当は、親父と息子の男の約束。』2025（2025年5月13日 - 6月1日、よみうり大手町ホール ほか）[69]
- 女の友情と筋肉 THE MUSICAL -幸せの上腕二頭筋-（2024年5月17日 - 6月9日、なかのZERO 大ホール ほか） - 響ワタル 役[70]
- ハロルドとモード『HAROLD AND MAUDE』（2024年9月26日 - 10月21日、EX THEATER ROPPONGI ほか）[71]
- カムカムミニキーナ vol.74『鶴人』（2024年12月5日 - 22日、座・高円寺1 ほか）[72]
- ミュージカル『キルバーン』（2025年9月13日 - 10月5日〈予定〉、サンシャイン劇場 ほか） - 道化師マルメロ 役[73][74]

### テレビアニメ
- こちら葛飾区亀有公園前派出所（フジテレビ）
  - 第12話「激突！江戸っ子合戦」（1996年9月22日） - 担ぎ手 役
  - 第13話「まさか両津と麗子が…」（1996年10月27日） - ドラゴンキング 役
  - 第19話「そば屋再建計画！」（1996年12月8日） - 客 役
  - 第33話「あぁ、マイホーム」（1997年3月23日） - 鶏肉屋 役
  - スペシャル1「こちら葛󠄁飾区亀有公園前派出所スペシャル」（1997年4月13日） - 役名表記なし
  - 第35話「部長の目にも涙」（1997年4月27日） - 友人 役
  - 第52話「美人妻はチョー過激」（1997年8月24日） - 警官 役
  - 第62話「走れ！失恋ライダー」（1997年11月30日） - 白バイ隊員 役
  - 第94話「宇宙からの贈り物」（1998年8月23日） - オペレーター 役
  - 第147話「チャーリー小林の秘密」（1999年8月1日） - 誘導係 役
  - 第175話「オドロキモノノキ島の大決戦」（2000年4月2日） - 同僚 役
  - スペシャル9「こちら葛󠄁飾区亀有公園前派出所スペシャル」（2000年12月24日） - 店員 役
  - 第201話「天才画家あらわる」（2000年11月5日） - 記者 役
  - 第204話「両さん 選挙に立つ」（2000年11月26日） - キツネ 役
  - 第250話「とべ! 魔法のじゅうたん」（2002年1月20日） - 舎弟 役
- るろうに剣心 -明治剣客浪漫譚-（1996年10月16日 - 11月27日、フジテレビ） - 海賊、志士、男 役
- 将太の寿司 心にひびくシャリの味（1999年10月11日、テレビ東京） - 若者 役
- メダロット（1999年7月2日 - 2000年6月30日、テレビ東京） - イワノイ 役
  - メダロット魂（2000年7月7日 - 2001年3月30日、テレビ東京）
- ビックリマン2000（1999年11月15日 - 2000年6月19日、テレビ東京） - アシス徒、蛮蚊ー! 役
- 破壊魔定光（2001年1月17日 - 3月21日、WOWOW） - クロン 役
- バンパイヤン・キッズ（2001年10月13日 - 2002年3月30日、フジテレビ） - マック 役
- テニスの王子様（2001年10月10日 - 2005年3月30日、テレビ東京） - 堀尾聡史 役
  - テニスの王子様 ベストマッチ（2011年10月5日 - 12月28日）
  - 新テニスの王子様（2012年1月4日 - 3月28日）
- 交響詩篇エウレカセブン（2005年4月17日 - 2006年4月2日、毎日放送） - ドミニク・ソレル 役
- 桜蘭高校ホスト部（2006年4月4日 - 9月26日、日本テレビ） - 相賀和清 役
- オトナの一休さん（2016年6月6日 - 13日、10月5日 - 12月28日、2017年4月4日 - 6月27日、Eテレ） - 蜷川新右衛門 役

### 劇場アニメ
- 劇場版 テニスの王子様 跡部からの贈り物 〜君に捧げるテニプリ祭り〜（2005年1月29日、松竹） - 堀尾聡史 役
- 交響詩篇エウレカセブン ポケットが虹でいっぱい（2009年4月25日、東京テアトル） - ドミニク・ソレル 役
- ANEMONE/交響詩篇エウレカセブン ハイエボリューション（2018年11月10日、ショウゲート） - ドミニク 役

### OVA
- 時空異邦人KYOKO ちょこらにおまかせ!（2001年） - 部下A 役
- テニスの王子様 The Animation 全国大会篇（2006年） - 堀尾聡史 / 堀尾純平 役
- 新テニスの王子様　OVA7 秘密の王子様（2013年） - 堀尾聡史 役

### ゲーム
- メダロット4（2003年7月23日） - イワノイ 役
- メダロットBRAVE（2003年11月28日） - イワノイ 役
- エウレカセブン TR1:NEW WAVE（2005年10月27日） - ドミニク・ソレル 役
- エウレカセブン TR2:NEW VISION（2006年5月11日） - ドミニク・ソレル 役
- Another Century's Episode 3 THE FINAL（2007年9月6日） - ドミニク・ソレル 役
- スーパーロボット大戦Z（2008年9月25日） - ドミニク・ソレル 役

### 吹き替え
- 魔法使いの弟子（2010年8月13日、ウォルト・ディズニー・スタジオ） - デイヴ・スタットラー 役

### ラジオ
- SCHOOL OF LOCK!（2005年10月3日 - 2010年4月1日、TOKYO FM）初代メインパーソナリティやましげ校長として出演
- SOUNDS OF STORY〜ASADA JIRO LIBRARY〜 「終身名誉会員」（2014年11月1日、J-WAVE） - 朗読[75]
- ONE MORNING FRIDAY (2019年10月4日 - 2021年3月26日、TOKYO FM) パーソナリティ（金曜日）

### ラジオドラマ
- FMシアター（NHK-FM）
  - 紅葉山通り（2003年1月25日）[76]
  - うさぎの神様（2011年6月18日） - 山上 役[77]
  - 空想博覧会「金沢くんの大成功」（2023年11月11日） - 山野 役[78]
- 貫地谷しほりのラジオ劇団・小さな奇跡 「桜の木の下で」（2010年3月29日 - 31日、TOKYO FM） - 葉桜重美 / 男 / 直須雄三 役
- 青春アドベンチャー（NHK-FM）
  - 「かがみ池のからくり」（2022年2月7日 - 18日、NHK-FM） - 能垣拓郎 役 [79]

### CM
- キリンビバレッジ 生烏龍  - ナレーション
- ミツカン おむすび山ピクニック・キャンペーン（2009年8月29日、はいり ふたたび 篇） - パパ 役
- 武田薬品工業 ベンザブロック咳止め液（2010年）
- サントリー 角瓶（2009年 - 2011年）
  - （2009年2月14日、来店 篇）
  - （2009年5月5日、注文 篇）
  - （2009年7月11日、ちょいしぼ 篇）
  - （2009年11月14日、忘年会 篇）
  - （2010年2月20日、手羽先 篇）
  - （2010年4月3日、ようこそ 篇）
  - （2010年6月5日、直伝 篇）
  - （2010年12月23日、ありがとう 篇）
  - （2011年2月12日、お待ちしております 篇）
  - （2011年6月3日、遅れてきた男 篇）
- サントリー 企業広告
  - （2011年4月24日、上を向いて歩こうB / H 篇）
  - （2011年4月30日、見上げてごらん夜の星をC / K 篇）
- ローソン ローソンセレクト（2012年）[80]
  - （2012年3月27日、明日の朝食 編 / おかず 編）
  - （2012年4月10日、あんこや 編）
- サントリー　旨み香ばし 秋楽（2013年8月20日） - ナレーション
- 明治ザバスミルク（2015年7月7日）
- JAバンク（2021年4月28日）

### 音楽ビデオ
- さかいゆう「再燃SHOW」（2016年）[81]

### CD
- テニスの王子様 オン・ザ・レイディオ MONTHLY 2005 AUGUST
  - テニスの王子様 オン･ザ･レイディオ MONTHLY 2005 NOVEMBER

### 玩具
- 仮面ライダーギーツ PREMIUM DXメモリアルヴィジョンドライバー&ハイスペックベルト帯セット（2025年3月、玩具ボイス）

## 著書
- やましげのミカタ（2020年2月26日、KADOKAWA）ISBN 978-4-04-064461-5